# 贝林姆鲍宫
44°24′48.42″N 8°55′42.22″E / 44.4134500°N 8.9283944°E

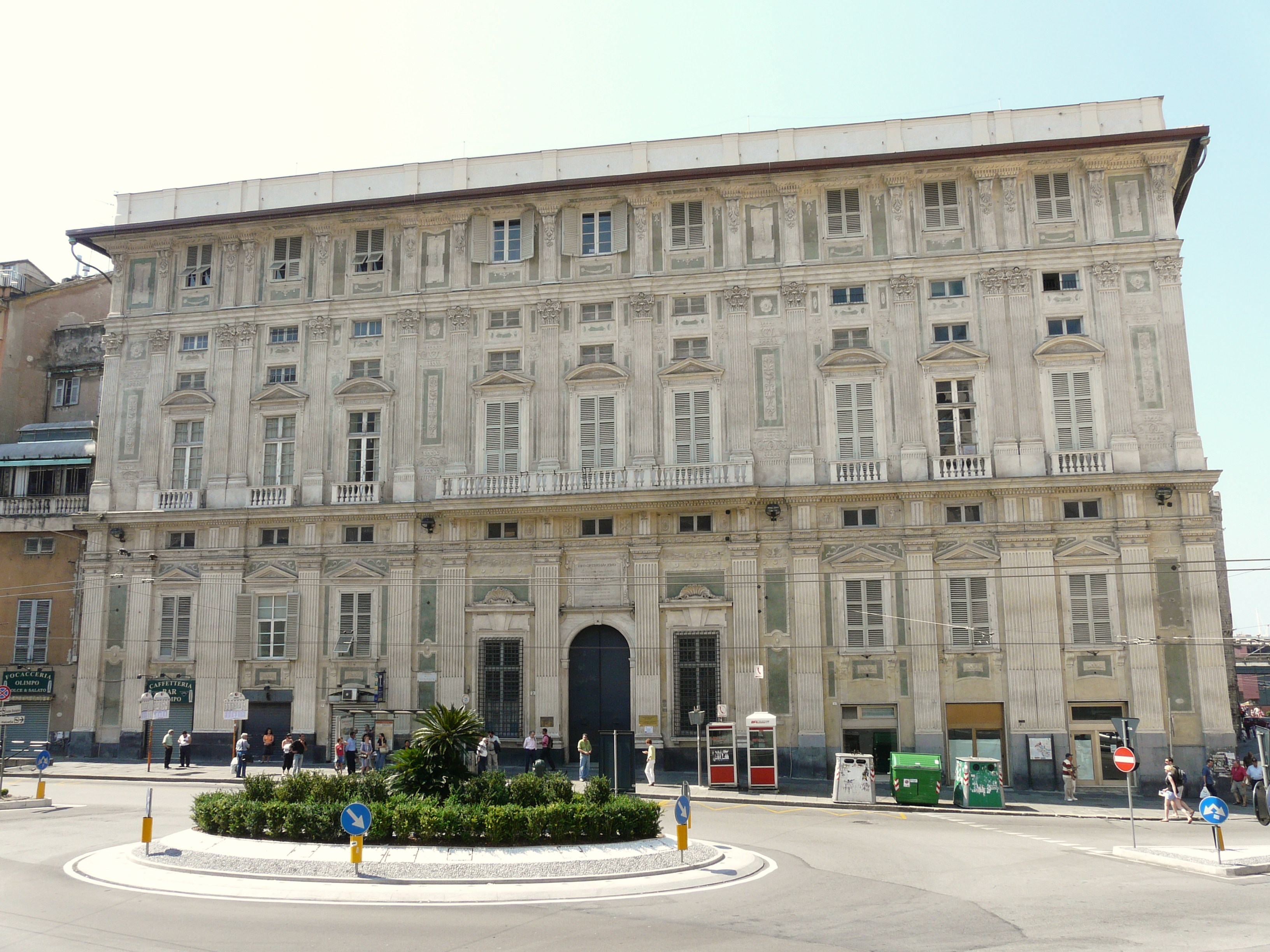

贝林姆鲍宫（Palazzo Belimbau）是一座历史建筑，位于意大利热那亚圣母领报广场2号，2006年作为罗利宫殿体系的42座宫殿之一，被列为世界文化遗产。
该建筑建于1594年。建筑师乔瓦尼·巴蒂斯塔·佩莱格里尼。2000年，贝林姆鲍家族将其捐赠给热那亚大学。
在1815年，庇护七世作为拿破仑的囚犯，在经过热那亚时，曾住在这里，由入口处题词指出。